# Hadar (gwiazda)
Hadar (Beta Centauri, β Cen) – druga co do jasności gwiazda w gwiazdozbiorze Centaura, jedenasta co do jasności gwiazda nocnego nieba (obserwowana wielkość gwiazdowa: 0,61m). Odległa od Słońca o około 390 lat świetlnych. Jej wielkość absolutna to −4,78m.

## Nazwa
Tradycyjna nazwa Hadar wywodzi się od arabskiego ‏أرض‎ Ḥaḍar, „ziemia”. Nazwy Hadar i Wezen lub Wazn były dawniej niekonsekwentnie przypisywane gwiazdom Beta Centauri, Alfa Centauri i innym z gwiazdozbiorów Gołębia i Wielkiego Psa. Inna nazwa, Agena, wywodzi się od łac. genus, „kolano” i odnosi do położenia w gwiazdozbiorze Centaura. Międzynarodowa Unia Astronomiczna zaleca użycie nazwy Hadar dla określenia tej gwiazdy.

## Charakterystyka obserwacyjna

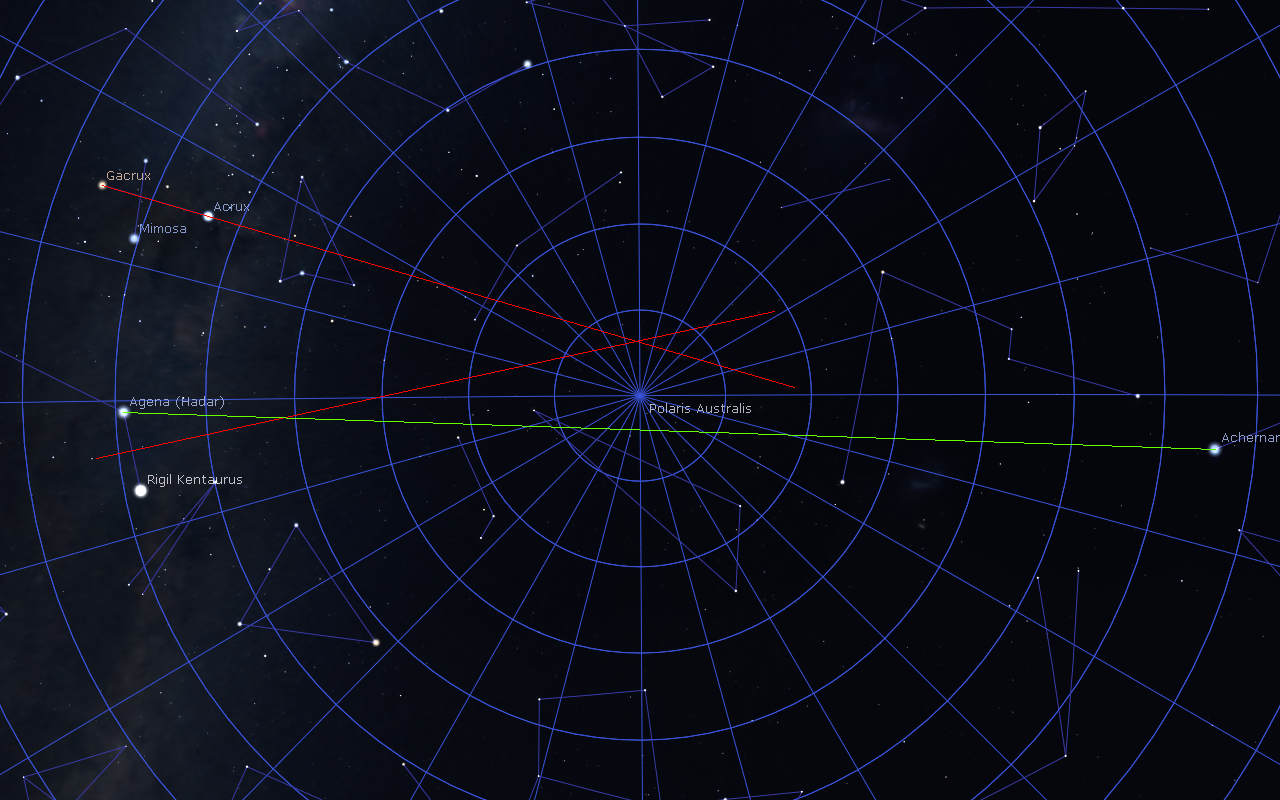
Hadar pomaga znaleźć południowy biegun niebieski

Hadar to druga co do jasności gwiazda w gwiazdozbiorze Centaura i jedna z najjaśniejszych gwiazd nocnego nieba. Alfa i Beta Centauri są nazywane „wskaźnikami południa”, bo pomagają znaleźć na niebie pozbawiony jasnych gwiazd południowy biegun niebieski. Znajduje się on blisko punktu przecięcia prostej prostopadłej do linii łączącej te gwiazdy i linii będącej przedłużeniem dłuższej „poprzeczki” Krzyża Południa. Co więcej, biegun południowy znajduje się bardzo blisko połowy wyimaginowanego odcinka łączącego na niebie Hadar i Achernara, inną jasną gwiazdę południowego nieba.

## Charakterystyka fizyczna
Hadar jest gwiazdą potrójną.
Składnik A to ciasny układ spektroskopowo podwójny, składający się z dwóch gwiazd należących do typu widmowego B1 (zob. diagram Hertzsprunga-Russella), obiegających wspólny środek masy układu po mocno wydłużonych orbitach; jeden pełny obieg zajmuje im 357 dni. Temperatura tych gwiazd jest rzędu 25 000 K, ich promienie są równe około 9 promieni Słońca, a masa każdej z nich jest ok. 14,7 razy większa od słonecznej (według innej pracy, zakładającej odległość 352 lat świetlnych od układu, masy tych gwiazd wynoszą odpowiednio 10,7 ± 0,1 M☉ i 10,3 ± 0,1 M☉. Jedna z tych gwiazd, a być może nawet obie, jest gwiazdą zmienną typu Beta Cephei. Są sklasyfikowane jako olbrzymy, ale prawdopodobnie są to wciąż gwiazdy ciągu głównego, które dopiero staną się czerwonymi olbrzymami; ich późniejszy los zależy od rzeczywistej masy, obecne oszacowania wskazują, że obie gwiazdy zakończą życie w eksplozji supernowej, lecz jeśli masy byłyby dostatecznie małe (bliżej 8 mas Słońca), mogą stać się masywnymi białymi karłami.
Wokół tego układu podwójnego w odległości co najmniej 120 au krąży składnik B, a obieg wokół centralnej pary zajmuje mu co najmniej 225 lat. Jest on gwiazdą typu widmowego B o wielkości gwiazdowej 3,95m. Na niebie dzieli go od centralnej pary odległość 0,4 sekundy kątowej (pomiar z 2014 roku).
Z terenów Polski nie można obserwować tej gwiazdy.